# 릴리 마를렌
릴리 마를렌(Lili Marleen, 또는 Lili Marlene, Lili Marlène 등으로 불림)"은 제2차 세계 대전 당시 양 진영 모두에서 유명해진 독일의 사랑 노래이다.
가사는 1915년 제1차 세계대전 당시 독일 제국군에 징집된 함부르크 출신의 한스 라이프(Hans Leip, 1893-1983)가 썼으며, 들리는 바에 의하면 제목은 그의 애인인 릴리와 군 간호사 마를렌의 이름을 조합했다고 한다. 이것은 1939년 랄레 안데르센(Lale Andersen)에 의해 녹음되었다.
후에 1941년 독일군방송이 된 벨그라데 라이오 방송(Radio Belgrade)이 음반 더미에서 이 앨범을 찾아냈고, 다른 음반의 부족으로 이 음악을 빈번히 틀었다고 한다. 나치 정부의 선전 장관 요제프 괴벨스 (Joseph Goebbels)는 이 음악을 방송금지 명령했으나, 이 음악을 다시 틀어달라는 군인들의 편지가 방송국에 쏟아져 들어오자, 요제프 괴벨스는 마지못해 자신의 마음을 바꾼다. 이때부터 이 노래는 9:55PM에 방송되고 그것의 인기는 급상승한다.
최초의 영어 녹음은 아마도 앤 셜튼(Anne Shelton)이 했을테지만, 이후 많은 버전들이 나왔다. 1940년대 후반과 1950년대 초 "릴리 마를렌"은 마를렌 디트리히(Marlene Dietrich)에 의해 독일어와 영어로 녹음되었다.
1980년에 영화 감독 라이너 베르너 파스빈더는 동명의 영화를 찍었는데, 이 영화는 랄레 안데르센의 이야기와 그녀가 부른 버전의 노래를 들려주는데 초점을 맞춘다.